# Stackhousia
Stackhousia es un género de plantas con flores con 46 especies pertenecientes a la familia Celastraceae.

## Taxonomía
El género fue descrito por  James Edward Smith y publicado en Transactions of the Linnean Society of London 4: 218. 1798. La especie tipo es: Stackhousia monogyna Labill. 

## Especies seleccionadas
- Stackhousia annua
- Stackhousia aphylla
- Stackhousia aspericocca